# 福徳長酒類韮崎工場
福徳長酒類韮崎工場（ふくとくちょうしゅるい にらさきこうじょう）は、福徳長酒類の国内3箇所にある拠点のうち、山梨県韮崎市穂坂町宮久保5228-1にある工場。同社の日本酒製造を一手に引き受けている。
国際規格ISO9001、FSSC22000を認証取得。
独自の「瞬冷造り」を用いて製造しており、清酒酵母の研究も行われている。主力製品は「米だけのす～っと飲めてやさしいお酒」略して「す～飲め」で、コストパフォーマンスのよい日本酒を製造、販売。

## ラインナップ
福徳長酒類株式会社韮崎工場の主力製品は
- 福徳長 米だけのす～っと飲めてやさしいお酒
- 福徳長 米だけのす～っと飲めてやさしいお酒 純米吟醸酒
- 福徳長 純米吟醸
- 富久娘　上撰 菊源氏 生貯蔵酒
- 蔵人の譽 淡麗辛口

などで、県内外、紙パック、瓶さまざま販売されている。